# Suite (hotel)

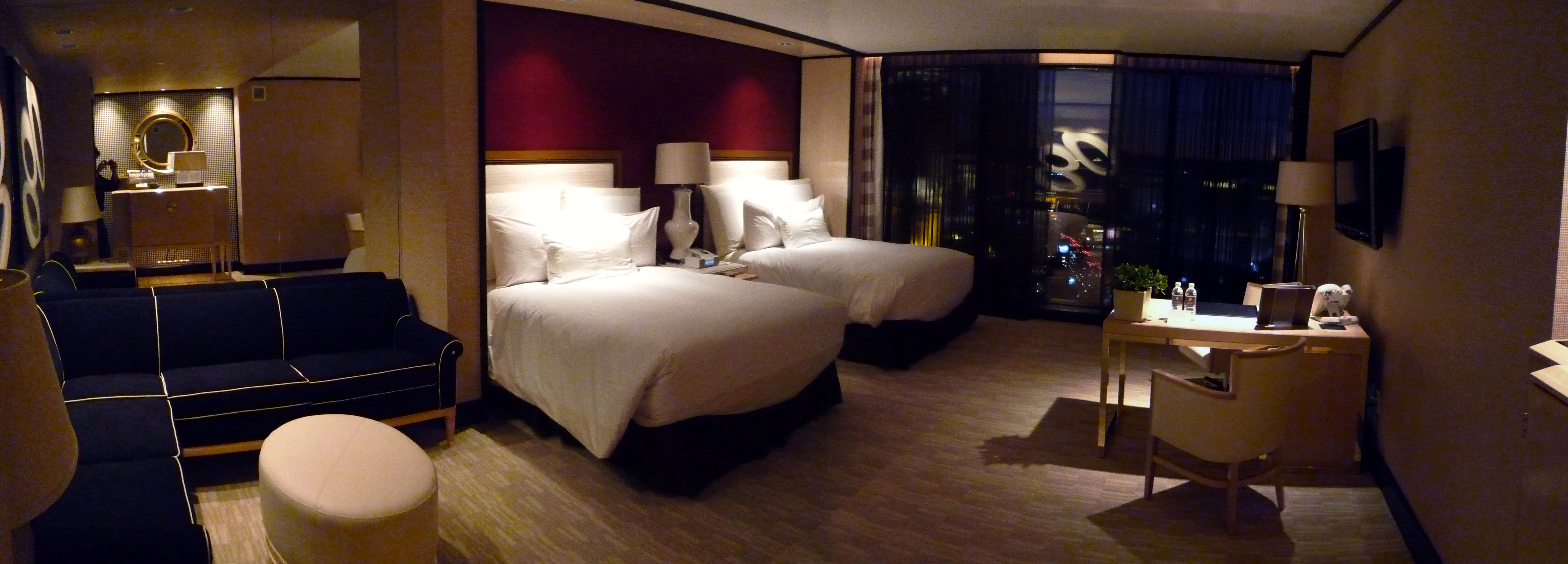
Suite, Encore Las Vegas.

Una suite en un hotel es, principalmente, el tipo de habitación más lujosa.
La mayoría de los hoteles grandes tienen una o más suites tipo "honeymoon suites", o suites de luna de miel y algunas veces las mejores y las más lujosas son llamadas "suite presidencial".
Las Suites ofrecen más espacio y muebles que una típica habitación de hotel; a diferencia del tamaño de las camas en una habitación normal, una suite típica tendrá una sala, usualmente con un sofacama, comedor, oficina y algunas veces una cocina. Algunos hoteles sólo ofrecen suites y también las "suites regulares" son particularmente para los empresarios y ejecutivos que podrían necesitar más espacio para hacer reuniones o conferencias con sus clientes.